# 最終兵器彼女
『最終兵器彼女』（さいしゅうへいきかのじょ）は、高橋しんによる日本の漫画。小学館の漫画雑誌「ビッグコミックスピリッツ」で、2000年1月から2001年10月まで連載された。2020年8月時点で累計発行部数は400万部を突破している。略称は「最彼（さいかの）」・「サイカノ」。キャッチコピーは「この星で一番最後のラブストーリー。」。
2002年にテレビアニメ化、2003年にゲーム化、2005年にOVA化されている。2006年1月28日には前田亜季の主演による実写映画が公開された。2018年にはスピリッツ48号にスピリッツ通算2000号を記念して後日談となる2ページの読み切りが掲載された。
英語タイトルは、漫画は「THE LAST LOVE SONG ON THIS LITTLE PLANET.」で、映画は漫画のものから最後のドット（.）を除いたもの、テレビアニメは「She, The Ultimate Weapon」、OVAは「Another love song」となっている。
高橋の別作品『わたしたちは散歩する』には、シュウジとちせが登場。この2人の出演回のみ『最終兵器彼女外伝集 世界の果てには君と二人で』にフルカラーで収録されている。

## あらすじ
北海道のある街で暮らすシュウジとちせ。ちせは以前から好意を抱いていたシュウジに告白、そのぎこちない交際は交換日記から始まり、二人は静かに愛を深めていく。
しかし、ある日、謎の「敵」に街が空襲される。戦火から逃げるシュウジが見たのは、腕を巨大な武器に変え、背から鋼鉄の羽根を生やし「最終兵器」と化して敵と戦うちせの姿であった。
戦争が激化していくにつれ、ちせは力が暴走していき、肉体も精神も人間とはほど遠いものとなっていく。
一方、シュウジの周りでは親友や女友人、先輩たちが次々に戦禍で故人となっていく。
壊れていく世界。壊れていく愛。シュウジはちせを連れて街を出る。

## 設定
本作品の内容は、「世界規模の大変動が発生しそれにともなう大混乱で核兵器をも使用する大戦争が発生し、安住の地を求めて『敵』は日本に侵略してきた」ことである。ちせとシュウジの暮らす街は小樽市がモデルとされる。原作でちせとシュウジが最終的に暮らしていた建物は、JR北海道士別駅がモデルである。漫画内に出てくる展望台のモデルは小樽の旭展望台で、映画版のロケ地としても使われた。
作者の意図によってシュウジとちせには名字がない。原作で使われている北海道弁は多少誇張されて使われている。

## 登場人物
「声」はアニメ版の声優、「字」はアニメ版の日記の文字を担当した人物、「演」は実写映画版の俳優。

### 主要人物
シュウジ
声：石母田史朗 / 字：若松剛  / 演：窪塚俊介
本作の主人公。北海道に住むごく普通の高校3年生で、眼鏡を掛けている。ちせに告白され彼女と交際する（ちせのことが好きだった訳ではなく、顔がかわいいという理由で付き合う）。コンタクトレンズが怖い。映画版では眼鏡を掛けていない。元陸上部であり、成績優秀で、北海道大学を目指していた。両親と3人暮らし。不器用だが誠実で優しく、それゆえに突如として、最終兵器と化したちせとの関係に思い悩む。
中学時代はテツとふゆみの2人と先輩後輩を超えた親密な間柄だった。弾みでふゆみと肉体関係を結ぶが、札幌で2人で暮らすという誘いにはのらなかった。アニメ版ではテツとの親交は描かれず、ふゆみとの過去も教育実習時のもののみとなっている。ちせと付き合った後にふゆみと再会。ちせが戦場に赴いている間、ふゆみに幾度となく誘惑され、不倫関係に溺れ掛けつつ、その罪悪感にたびたび苦しめられる。
ちせとクラスメイトに戻った後もちせを愛してた。ちせのいない間、アケミの死、後輩のための土下座、ふゆみとの決別などの経験を経て成長した後ちせと再会する（ちせ曰く、大人っぽくなった）。
物語終盤では、兵器となり暴走したちせに対しても愛情を感じていた。本来の一人称は「僕」だが、人前では「俺」。口癖は「アホ」。
ちせ
声：折笠富美子 / 字：肥田文 （テレビアニメ版）、関香織 （OVA版） / 演：前田亜季
本作のヒロイン。シュウジの交際相手で、顔はかわいいが、チビでドジでとろくて気が弱い少女。身長は147cm。成績は中の下。世界史だけは得意で、数学と英語は苦手。家族構成は父と母と、小学生の弟が一人いる、口癖は「ごめんなさい」。座右の銘は「強くなりたい」。シュウジを「シュウちゃん」と呼ぶ。
アニメ版では子供の頃はとても病弱で東京の病院に何ヶ月も通うことがあったとされる。北海道に住む一般の高校生だったが、あるとき軍に連れて行かれて兵器となり人間の気持ちは薄れていく。後にこのことが自衛隊によって最終兵器に選出、改造されるきっかけになる（OVA版のカワハラ曰く「“たまたま”兵器が馴染む体質を持っていた」）。音速の数倍の速さで空を駆け、一瞬にして都市を消滅させる力を持つようになるが、メンテナンスと薬によって人間らしさを保っている。
元々シュウジに憧れを抱いていた。内気な性格のため付き合うことは考えていなかったが、親友であるアケミの後押しでシュウジに告白し恋人同士となる（本人曰く度胸だめし）。自分が兵器であるがゆえ、お互いが傷つかないようにシュウジと「クラスメイト」に戻ることを決意。「恋をしていれば人間でいられる」と考えており、自分を女の子として見てくれるテツを信頼していて、テツと肉体関係をもちそうになるが、その間もシュウジのことを愛していて、「（シュウジに）ふつうの恋人らしいことはしてあげれないから、せめてシュウジが死ぬまで想っていたい」とテツに言った（テツにシュウジを重ねていたと思われる描写がある）。メンテナンスをしていなかったためか精神が限界を迎え意識を失うが、戦闘の開始を悟って目覚めテツの仇である兵を殺し、テツの最期を看取った後にシュウジの元へ帰って来た。
物語終盤で、ちせ本人は恥ずかしくて言えなかったが、「シュウジとの子どもが欲しい」と思っていたことが明らかになる。人間の姿と兵器の姿を行き来することができ、普段は学生生活を送りつつ、戦場では兵器として圧倒的な力で敵を殲滅する。本来は心優しい少女であるが、兵器の性能が向上していくに従い精神まで非人間的な、冷酷なものへと変貌していた（本来の人間としてのちせと兵器としてのちせの人格を合わせ持っていた）。
時には自分の力を制御できずに暴走し、味方や周囲の人間も消し飛ばすため、敵どころか味方の兵士にすら『死神』『悪魔』『化け物』呼ばわりされ、上層部から厄介物扱いされている。「中隊長」扱いでテツより上官。
テツ
声：三木眞一郎 / 演：渋川清彦
自衛隊に所属している。ふゆみの夫で、出征している。階級は二等陸尉（中尉相当）。アニメ版では大尉に変更されている。OVA版ではかつてミズキの部下だった。口が悪いが部下を思いやる優しい一面もある。しかし、部下も含めいざという時は迷いなく殺害する冷酷さも持つ。咥えタバコをしていることが多い。雰囲気がシュウジに似ているらしい。ちせに大人っぽい服を着せたりとちせにふゆみを重ねてみていると思われる描写がある。ちせのシュウジへの想いを聞いた後、ちせを叱咤し男女が付き合うことの意味を教えた。肉体関係を完全に結ぶ前にちせを帰した。
シュウジとは中学の頃にふゆみと共に出会い、陸上選手としてもかなり速く優秀だったため、シュウジにとって憧れの人物だった（アニメ版ではシュウジとテツの接点は描かれない）。
元バイアスロン選手であり、冬季オリンピック強化指定選手であったことを本人が発言している。最期は死に場所を求めて戻った部屋に潜伏していた敵に襲われ、妻であるふゆみの名前を呟きながらちせに抱かれ息をひきとる。
実写版では身分証明書に「尾崎 哲」と苗字も含め名前も漢字で記されている。原作でもテツの自衛官身分証明書が描かれている場面があるが、その内容は読み取れない。
ふゆみ
声：伊藤美紀 / 演：酒井美紀
シュウジが中学生のときに教育実習でやってきた、陸上部の先輩。現在はテツの妻で、映画版ではビデオショップの店主。シュウジの「初めての相手」であり、テツとの二股をかけていた。根は寂しがり屋。シュウジとは疎遠になったが、今でも未練がある模様。本来は気丈な性格ながら、テツのいない寂しさを紛らわすためか、ことあるごとにシュウジを誘惑する。陸上が大の苦手。物語終盤では病気の父親の面倒を見ていた（OVA版では彼女も何かしらの病気を持っていたように描写される）。咥えタバコをする。
アケミ
声：杉本ゆう / 演：貫地谷しほり
シュウジとちせの幼なじみで、元陸上部のクラスメイト。2人の良き相談相手。実は、密かにシュウジが好き。シュウジとふゆみの経緯を知っており、ふゆみを余り好いていない。大地震での怪我による死の直前、シュウジに告白し未来（高校卒業後）の夢を語りながり、母と妹に見守られながら死亡。アツシと交際し身体の関係を持つも、本当はシュウジに抱かれたかった。
アニメ版ではシュウジの腕の中で死亡。公園のブランコの片方を特等席としてちせにも座らせなかった。そのブランコの裏には自分とシュウジの相合傘が描かれていた。
アツシ
声：白鳥哲 / 演：木村了
シュウジのクラスメイト。漫画版では、札幌空襲にシュウジと共に遭遇、その時の怪我で難聴になった。アケミの本命がシュウジと知っていても、愛しているアケミを守るために自衛隊に入隊した。ちせが兵の前に姿を見せた時、道に迷っていたためにその姿を見ることが出来ず、最後まで他の兵士達が口にする「ちせ」という言葉の意味が理解できずにいた。原作・アニメ版ともに仙台を消す際のちせの火に巻き込まれて消滅しているが、原作では地球が滅びるまで生き残ったかのような描写がされている。

### クラスメイト
タケ
声：谷山紀章
シュウジの友達。
アニメ版ではクラスメイトのゆかりと付き合っていたが札幌空襲で死亡。
ゆかり
声：小島幸子
TVアニメオリジナルキャラクター。ちせの友達でタケの彼女。トレードマークは腰まで伸びるロングヘアーにカチューシャをしていたが、後半はポニーテールにしている。札幌空襲でタケを失って以来、学校に来なくなる。新しい彼氏と日々を過ごしていくが、それでもタケのことが忘れられなかった。
雪山の中に敵の逃亡兵（声：増谷康紀）が隠れていることを知り、自警団の「狩り」に参加。銃を手にし、タケの形見のペンダントを握り締め、山狩りに向かうが、そこで出会った敵兵と相撃ちになって死亡。
アニメ版ではほとんど出番が無かったが、ドラマCDで活躍している。
ノリ
声：下和田裕貴
シュウジの友達。
カズ
声：岸祐二
TVアニメオリジナルキャラクター。シュウジの友達。
せいこ
声：浅井清己
ちせの友達。
りえ
声：今野宏美
TVアニメオリジナルキャラクター。ちせの友達。眼鏡をかけている。

### 家族などの関係者
シュウジの母
声：土井美加
息子を「シュウちゃん」と呼ぶ。口癖は「なんもだ」。
アニメ版では最終話で津波に飲み込まれ死亡する。
シュウジの父
声：井上和彦
身長が高く眼鏡を掛けている。営林署の職員。
アニメ版では市役所の人間と描写される。最終話までしゃべらず、妻と共に津波に飲み込まれ死亡する。
アケミの父
声：稲垣隆史
娘の死に目に会えないこと、娘は既に手遅れであることを分かっていながら診てくれる医者を捜していた。娘の最期に立ち会ってくれたシュウジに感謝している。原作では娘が持っていた酒をシュウジに手渡すが、アニメ版では自身の酒（娘が生まれた年に作られたもの）を手渡す。
ちせの父
毎日風呂に入らないなど、ずぼらな性格。眼鏡をかけている。娘に対しては非常に厳しく門限を破ったちせを叩いたこともある。ちせの気弱な性格は彼に起因している。
中盤以降で世界の大きな変化についていけなくなり、ストレスから白髪になり、虚脱状態となる。
ちせの母
高校生の子供を持つが容姿は若い。眼鏡をかけ、顔にちせの面影がある女性。
カズヤ
声：塩山由佳
ちせの弟で、姉に似ずしっかりしている。
サトミ
声：かかずゆみ
アケミの妹。陸上部。高校1年生。
姉がシュウジのことを好いていることを知っていて、ちせとシュウジが不仲と聞いた時にはちせに対して憤りを覚えたりもした。
PS2のゲームでは番外編で彼女と付き合えるルートがある。
イク
声：中原麻衣
シュウジの後輩でサトミの同級生。眼鏡を着用しており、少々弱気な性格。
シュウジに惚れており、PS2のゲームでは彼女と付き合えるルートがあり。
大将
声：横山亘
シュウジとちせが逃避行をした港町の、ラーメン屋・鉄龍の店主。大将ともマスターとも言われ、ちせをアルバイトで雇った。妻を亡くしている。
ラーメンといってもインスタントラーメンなのだが、戦時下の作中では貴重なものだった。
原作では太ももから下が無い。
マサ
声：小森創介
シュウジとちせが逃避行をした港町で働いている青年。シュウジのことをキツネと呼ぶ。ちせに好意を抱いておりシュウジにちせの弁当を要求する場面があるが、その後の空襲で死亡。
ゴロー
声：志村知幸
マサと同じく、港町で働いている。
ヒデ
声：佐藤祐四
TVアニメオリジナルキャラクター。マサと同じく、港町で働いている。
学者の男
声：井上倫宏
「ちせの街」と呼ばれるようになった、シュウジの住んでいた街まで車で乗せていく。「チセ」はアイヌ語で「家」という意味だとシュウジに伝える。
学者の男の娘
声：浅井清巳
学者の男の娘。車内で夢中に話をする父の話を遮る。アニメ版のエンディングには「娘」とクレジットされる。
学者の男の妻
声：平野裕加里
学者の男の妻。原作ではセリフは無いが、アニメ版では娘と会話している。アニメ版のエンディングには「母」とクレジットされる。

### 自衛隊関係者
ミズキ
声：折笠愛
OVAオリジナルキャラクター。ちせの前に作られた最終兵器で、いわば最終兵器の「試作品」。試作品になる前の階級は大尉で、その後は中佐になる。
防衛大学校を首席で卒業するも現場を志願し、そのときはテツの上官でもあった。弾痕が残ったテツのライターを大切に持っている。
実はテツに思いを寄せていたのだが、彼が既婚者であることを知っているので、自分の胸の中だけに抑えている。作戦時の負傷により退役するところだったが、自分から最終兵器となることを志願し最終兵器となる。強制的に最終兵器にさせられた民間人のちせより性能が劣っていることで、苦悩することもあった。
最後はちせとテツの為自爆するという最期を迎えるも、後のちせの行動に影響を与える。ちせの考えていることがダイレクトに伝わる能力を持っていた。
ミナモト
声：家弓家正
OVAオリジナルキャラクター。自衛隊特別任務部隊統括司令長官。「勝利のためには犠牲はやむを得ない」という考えを持ち、冷酷非情な判断で指揮をとる。しかしながらミズキの軍人故に戦場で戦わせてほしいという訴えに真っ向から相手にしない副長官とは対照的に耳を傾けるなど、人格的な一面も見せる。設定では身長は185cm。ミズキを最終兵器としてスカウトした張本人。ちせの火に巻き込まれ最期を迎える。
カワハラ
声：伊井篤史
軍の関係者で50歳代くらいの男性。ちせが「最終兵器」に改造された理由について知る数少ない人物。口癖は「しかたなかったんです」。妻とちせと同じ年の娘を札幌の空襲で失っている。アニメ版では後に妻子の後追い自殺をする。
副長官
声：浦山迅
OVAオリジナルキャラクター。ミナモトとは逆に怒りっぽい性格。ちせに銃を向ける。ちせの火に巻き込まれて最期を迎える。
ワダ
声：菅生隆之
OVAオリジナルキャラクター。自衛隊科学研究所の主任。ちせやミズキのメンテナンスを行う。ちせの火に巻き込まれ最期を迎える。
イトウ
声：村治学
自衛官で階級は陸曹長。ちせのお付のような役回りで、秘書のような業務もこなす。ちせのシャワーシーンには幾度と無く登場。
（OVA版では実はミズキに恋心を漂わせており、ミズキの死後と相まって）最終兵器の秘密を知り、罪悪感のあまり精神が崩壊する。
カズ
声：笹田貴之
自衛隊員。戦車搭乗員。
トシ
声：山口登
自分達の搭乗する戦車にちせのペイントを施した。
ナカムラ
声：谷山紀章 / 演：川久保拓司
自衛隊員、階級は一曹。テツと同じ部隊でお調子者。バンダナがトレードマーク。
リョウヘイ
声：松野太紀（テレビアニメ版）、福山潤（OVA版）
自衛隊員。テツと同じ部隊でナカムラと同様にお調子者。青森の出身らしい。彼女がいる。
シンゴ
声：吉野裕行
TVアニメオリジナルキャラクター。自衛隊員。かなりのお調子者。アケミの写真がついたアツシのヘルメットでじゃれあっている所に、迫撃砲が着弾し死亡。
ハナ
女性の自衛隊員。アツシの同期。札幌空襲の際に彼氏が死に敵討ちのために入隊した。見回りの途中、敵兵に撃たれて死亡した。
ムラセ
演：伊武雅刀
映画版オリジナルキャラクター。ちせを最終兵器にした科学者。

### 外伝集キャラクター

#### 世界の果てに君と二人で。あの光が消えるまでに願いを。せめて僕らが生き延びるために。この星で。
少年
恋人のいる受験シーズン真っ只中の少年。髪の毛が長いので自分の目が隠れている。
とあることから長袖の少女と行動を共にすることになり、旅の時には「話」を作りながら行動している。
長袖の少女
主人公の少年と旅をすることになる少女。なぜか夏に長袖を着ており、環境の変化に過敏。
夢は好きな人とエッチをすること。幼少時に大好きだった何者かにいたずらされたことがあり、少女が抵抗したことで未遂に終わったが、そのことがトラウマになっている。
長袖を着ているのは自傷癖があるのを周囲に悟られない為。
旅が終わった後に平凡な日常に戻るが、そこで主人公の少年と同じ学校に通っていたことが判明する。
少年の彼女
少年の恋人で同級生。少年と自分のこれからの関係のことを少し怖がっている。
自分がかける時だけながれるように、少年の携帯の着メロをトトロの着メロにした。

#### LOVE STORY, KILLED.
狙撃手
本編の主人公。戦場でただ一人生き残り戦っていたが、少女を部屋に迎え入れたことで彼の運命が変わっていく。
少女
敵兵に強姦されていた所を狙撃手に助けられた少女。
狙撃手に抱かれながら身の上話（部活の先輩に強姦された挙句、売春まで強要される）をする。
その後、狙撃手の為に弾薬を取りに行くが跡をつけられ、敵兵に強姦され殺害される。
語り部
狙撃手と行動を共にしていた『戦友』で物語の語り部。
その正体は狙撃手がお守り代わりに持っていた銃弾で、狙撃手に対して複雑な心境を持っていた。

#### スター★チャイルド
『最終兵器彼女』より後の時代とされている。
鬼っ子
物語の主人公。幼い少女だが身体能力が異常に高い。あーちゃんと呼ばれており、過剰なまでの母性愛と粗暴な面を併せ持つ。
御子が死んだ際に、呪われた神の名であるちせを引き継ぐことになるが、本能的にちせの名を次いだ者は死ぬと思い、集落から脱走する。
マーと共に着いてきた集落の追っ手をすべて殺害した後、地上に出てマーと共に真の世界へと旅立つ。
マー
鬼っ子と御子の友達で、御子の許婚。
鬼っ子のことを「おねーちゃん」と呼んでおり、鬼っ子からは「バカマー」と呼ばれている。
別の世界ですごしていた鬼っ子の所へ付いてきてしまったため、鬼っ子は集落の追っ手に見つかってしまった。
御子
鬼っ子とマーの友達。鬼っ子からちーちゃんと呼ばれている。本名はちせ。この名前は集落で恐怖の神として崇められている『ちせ』から取られた物。
とあることから鬼っ子と仲違いを起こしてしまうが、仲直りせぬまま帰らぬ人となってしまう。
そして『ちせ』の名は鬼っ子に引き継がれた。

## 書誌情報
- 高橋しん 『最終兵器彼女』 小学館〈ビッグコミックス〉、全7巻
  1. 2000年7月1日初版発行、ISBN 4-09-185681-0
  2. 2000年9月1日初版発行、ISBN 4-09-185682-9
  3. 2001年1月1日初版発行、ISBN 4-09-185683-7
  4. 2001年5月1日初版発行、ISBN 4-09-185684-5
  5. 2001年9月1日初版発行、ISBN 4-09-185685-3
  6. 2002年1月1日初版発行、ISBN 4-09-185686-1
  7. 2002年2月1日初版発行、ISBN 4-09-185687-X
- 高橋しん 『最終兵器彼女外伝集 世界の果てには君と二人で』 小学館〈ビッグコミックススペシャル〉2006年9月1日初版発行、ISBN 4-09-180746-1

第2巻の一部では英語のセリフが数ページ続き作中には日本語訳は書かれていないが、単行本のカバーを外し裏表紙（表4）には日本語訳が書かれている。また、同様に第5巻に登場するフランス語の日本語訳は同じ場所に書かれている。

## サブタイトルリスト
| 収録巻 | 章           | 話数 | サブタイトル                | 掲載 |
| ------ | ------------ | ---- | --------------------------- | --- |
| 第1巻  | 第一章       | 1    | ぼくたちは、恋していく。    | 「週刊ビッグコミックスピリッツ」 2000年第4・5合併号〜第12号                                             |
| 第1巻  | 第二章       | 2    | 「ごめんなさい」と彼女は。  | 「週刊ビッグコミックスピリッツ」 2000年第4・5合併号〜第12号                                             |
| 第1巻  | 第三章       | 3    | 最後の日々(1)               | 「週刊ビッグコミックスピリッツ」 2000年第4・5合併号〜第12号                                             |
| 第1巻  | 第三章       | 4    | 最後の日々(2)               | 「週刊ビッグコミックスピリッツ」 2000年第4・5合併号〜第12号                                             |
| 第1巻  | 第三章       | 5    | 最後の日々(3)               | 「週刊ビッグコミックスピリッツ」 2000年第4・5合併号〜第12号                                             |
| 第1巻  | 第三章       | 6    | 最後の日々(4)               | 「週刊ビッグコミックスピリッツ」 2000年第4・5合併号〜第12号                                             |
| 第1巻  | 第三章       | 7    | 最後の日々(5)               | 「週刊ビッグコミックスピリッツ」 2000年第4・5合併号〜第12号                                             |
| 第1巻  | 第三章       | 8    | 最後の日々(6)               | 「週刊ビッグコミックスピリッツ」 2000年第4・5合併号〜第12号                                             |
| 第1巻  | 第三章       | 9    | 最後の日々(7)               | 「週刊ビッグコミックスピリッツ」 2000年第4・5合併号〜第12号                                             |
| 第2巻  | Introduction | 10   | あの日から、ぼくらは。      | 「週刊ビックコミックスピリッツ」 2000年第15号〜第21・22合併号、 第26号、第27号                          |
| 第2巻  | 第四章       | 11   | ふゆみ先輩(1)               | 「週刊ビックコミックスピリッツ」 2000年第15号〜第21・22合併号、 第26号、第27号                          |
| 第2巻  | 第四章       | 12   | ふゆみ先輩(2)               | 「週刊ビックコミックスピリッツ」 2000年第15号〜第21・22合併号、 第26号、第27号                          |
| 第2巻  | 第四章       | 13   | ふゆみ先輩(3)               | 「週刊ビックコミックスピリッツ」 2000年第15号〜第21・22合併号、 第26号、第27号                          |
| 第2巻  | 第四章       | 14   | ふゆみ先輩(4)               | 「週刊ビックコミックスピリッツ」 2000年第15号〜第21・22合併号、 第26号、第27号                          |
| 第2巻  | 第四章       | 15   | 交換日記(1)                 | 「週刊ビックコミックスピリッツ」 2000年第15号〜第21・22合併号、 第26号、第27号                          |
| 第2巻  | 第四章       | 16   | 交換日記(2)                 | 「週刊ビックコミックスピリッツ」 2000年第15号〜第21・22合併号、 第26号、第27号                          |
| 第2巻  | 第四章       | 17   | ふゆみ先輩(5)               | 「週刊ビックコミックスピリッツ」 2000年第15号〜第21・22合併号、 第26号、第27号                          |
| 第3巻  | 第四章       | 18   | ふゆみ先輩(6)               | 「週刊ビックコミックスピリッツ」 2000年第23号、第27号〜第30号、 第32号〜第36・37合併号、 第39号、第40号 |
| 第3巻  | 第四章       | 19   | ふゆみ先輩(7)               | 「週刊ビックコミックスピリッツ」 2000年第23号、第27号〜第30号、 第32号〜第36・37合併号、 第39号、第40号 |
| 第3巻  | 第四章       | 20   | ふゆみ先輩(8)               | 「週刊ビックコミックスピリッツ」 2000年第23号、第27号〜第30号、 第32号〜第36・37合併号、 第39号、第40号 |
| 第3巻  | 第五章       | 21   | この星でーー(1)             | 「週刊ビックコミックスピリッツ」 2000年第23号、第27号〜第30号、 第32号〜第36・37合併号、 第39号、第40号 |
| 第3巻  | 第五章       | 22   | この星でーー(2)             | 「週刊ビックコミックスピリッツ」 2000年第23号、第27号〜第30号、 第32号〜第36・37合併号、 第39号、第40号 |
| 第3巻  | 第五章       | 23   | この星でーー(3)             | 「週刊ビックコミックスピリッツ」 2000年第23号、第27号〜第30号、 第32号〜第36・37合併号、 第39号、第40号 |
| 第3巻  | 第五章       | 24   | この星でーー(4)             | 「週刊ビックコミックスピリッツ」 2000年第23号、第27号〜第30号、 第32号〜第36・37合併号、 第39号、第40号 |
| 第3巻  | Intermission | 25   | ふたりーーシュウジ          | 「週刊ビックコミックスピリッツ」 2000年第23号、第27号〜第30号、 第32号〜第36・37合併号、 第39号、第40号 |
| 第3巻  | Intermission | 26   | ふたりーーちせ              | 「週刊ビックコミックスピリッツ」 2000年第23号、第27号〜第30号、 第32号〜第36・37合併号、 第39号、第40号 |
| 第4巻  | 第六章       | 27   | 恋(1)                       | 「週刊ビックコミックスピリッツ」 2000年第41号〜第45号、 第48号〜2001年第1号                             |
| 第4巻  | 第六章       | 28   | 恋(2)                       | 「週刊ビックコミックスピリッツ」 2000年第41号〜第45号、 第48号〜2001年第1号                             |
| 第4巻  | 第六章       | 29   | 恋(3)                       | 「週刊ビックコミックスピリッツ」 2000年第41号〜第45号、 第48号〜2001年第1号                             |
| 第4巻  | 第七章       | 30   | 「さよなら。」(1)           | 「週刊ビックコミックスピリッツ」 2000年第41号〜第45号、 第48号〜2001年第1号                             |
| 第4巻  | 第七章       | 31   | 「さよなら。」(2)           | 「週刊ビックコミックスピリッツ」 2000年第41号〜第45号、 第48号〜2001年第1号                             |
| 第4巻  | 第七章       | 32   | 「さよなら。」(3)           | 「週刊ビックコミックスピリッツ」 2000年第41号〜第45号、 第48号〜2001年第1号                             |
| 第4巻  | 第七章       | 33   | 「さよなら。」(4)           | 「週刊ビックコミックスピリッツ」 2000年第41号〜第45号、 第48号〜2001年第1号                             |
| 第4巻  | 第七章       | 34   | 「さよなら。」(5)           | 「週刊ビックコミックスピリッツ」 2000年第41号〜第45号、 第48号〜2001年第1号                             |
| 第4巻  | 第七章       | 35   | 「さよなら。」(6)           | 「週刊ビックコミックスピリッツ」 2000年第41号〜第45号、 第48号〜2001年第1号                             |
| 第5巻  | 第七章       | 36   | 「さよなら。」(7)           | 「週刊ビックコミックスピリッツ」 2001年第2・3合併号〜第8号、 第11号〜第15号                             |
| 第5巻  | 第七章       | 37   | 「さよなら。」(8)           | 「週刊ビックコミックスピリッツ」 2001年第2・3合併号〜第8号、 第11号〜第15号                             |
| 第5巻  | 第七章       | 38   | 「さよなら。」(9)           | 「週刊ビックコミックスピリッツ」 2001年第2・3合併号〜第8号、 第11号〜第15号                             |
| 第5巻  | 第七章       | 39   | 「さよなら。」(10)          | 「週刊ビックコミックスピリッツ」 2001年第2・3合併号〜第8号、 第11号〜第15号                             |
| 第5巻  | 第七章       | 40   | 「さよなら。」(11)          | 「週刊ビックコミックスピリッツ」 2001年第2・3合併号〜第8号、 第11号〜第15号                             |
| 第5巻  | 第七章       | 41   | 交換日記(3)                 | 「週刊ビックコミックスピリッツ」 2001年第2・3合併号〜第8号、 第11号〜第15号                             |
| 第5巻  | 第八章       | 42   | クラスメイト(1)             | 「週刊ビックコミックスピリッツ」 2001年第2・3合併号〜第8号、 第11号〜第15号                             |
| 第5巻  | 第八章       | 43   | クラスメイト(2)             | 「週刊ビックコミックスピリッツ」 2001年第2・3合併号〜第8号、 第11号〜第15号                             |
| 第5巻  | 第八章       | 44   | クラスメイト(3)             | 「週刊ビックコミックスピリッツ」 2001年第2・3合併号〜第8号、 第11号〜第15号                             |
| 第5巻  | 第八章       | 45   | クラスメイト(4)             | 「週刊ビックコミックスピリッツ」 2001年第2・3合併号〜第8号、 第11号〜第15号                             |
| 第6巻  | 第八章       | 46   | クラスメイト(5)             | 「週刊ビックコミックスピリッツ」 2001年第16〜23号、 第26号〜第32号                                      |
| 第6巻  | 第八章       | 47   | クラスメイト(6)             | 「週刊ビックコミックスピリッツ」 2001年第16〜23号、 第26号〜第32号                                      |
| 第6巻  | 第八章       | 48   | クラスメイト(7)             | 「週刊ビックコミックスピリッツ」 2001年第16〜23号、 第26号〜第32号                                      |
| 第6巻  | 第八章       | 49   | クラスメイト(8)             | 「週刊ビックコミックスピリッツ」 2001年第16〜23号、 第26号〜第32号                                      |
| 第6巻  | 第八章       | 50   | クラスメイト(9)             | 「週刊ビックコミックスピリッツ」 2001年第16〜23号、 第26号〜第32号                                      |
| 第6巻  | 第八章       | 51   | クラスメイト(10)            | 「週刊ビックコミックスピリッツ」 2001年第16〜23号、 第26号〜第32号                                      |
| 第6巻  | 第八章       | 52   | クラスメイト(11)            | 「週刊ビックコミックスピリッツ」 2001年第16〜23号、 第26号〜第32号                                      |
| 第6巻  | Intermission | 53   | 夢                          | 「週刊ビックコミックスピリッツ」 2001年第16〜23号、 第26号〜第32号                                      |
| 第6巻  | 第八章       | 54   | クラスメイト(12)            | 「週刊ビックコミックスピリッツ」 2001年第16〜23号、 第26号〜第32号                                      |
| 第6巻  | 第八章       | 55   | クラスメイト(13)            | 「週刊ビックコミックスピリッツ」 2001年第16〜23号、 第26号〜第32号                                      |
| 第6巻  | 第八章       | 56   | クラスメイト(14)            | 「週刊ビックコミックスピリッツ」 2001年第16〜23号、 第26号〜第32号                                      |
| 第6巻  | 第八章       | 57   | クラスメイト(15)            | 「週刊ビックコミックスピリッツ」 2001年第16〜23号、 第26号〜第32号                                      |
| 第6巻  | 第八章       | 58   | クラスメイト(16)            | 「週刊ビックコミックスピリッツ」 2001年第16〜23号、 第26号〜第32号                                      |
| 第6巻  | 第八章       | 59   | クラスメイト(17)            | 「週刊ビックコミックスピリッツ」 2001年第16〜23号、 第26号〜第32号                                      |
| 第7巻  | 最終章       | 60   | ラブ・ソング(1)             | 「週刊ビックコミックスピリッツ」 2001年第35号〜第48号                                                   |
| 第7巻  | 最終章       | 61   | ラブ・ソング(2)             | 「週刊ビックコミックスピリッツ」 2001年第35号〜第48号                                                   |
| 第7巻  | 最終章       | 62   | ラブ・ソング(3)             | 「週刊ビックコミックスピリッツ」 2001年第35号〜第48号                                                   |
| 第7巻  | 最終章       | 63   | ラブ・ソング(4)             | 「週刊ビックコミックスピリッツ」 2001年第35号〜第48号                                                   |
| 第7巻  | 最終章       | 64   | ラブ・ソング(5)             | 「週刊ビックコミックスピリッツ」 2001年第35号〜第48号                                                   |
| 第7巻  | 最終章       | 65   | ラブ・ソング(6)             | 「週刊ビックコミックスピリッツ」 2001年第35号〜第48号                                                   |
| 第7巻  | 最終章       | 66   | ラブ・ソング(7)             | 「週刊ビックコミックスピリッツ」 2001年第35号〜第48号                                                   |
| 第7巻  | 最終章       | 67   | ラブ・ソング(8)             | 「週刊ビックコミックスピリッツ」 2001年第35号〜第48号                                                   |
| 第7巻  | 最終章       | 68   | ラブ・ソング(9)             | 「週刊ビックコミックスピリッツ」 2001年第35号〜第48号                                                   |
| 第7巻  | 最終章       | 69   | ラブ・ソング(10)            | 「週刊ビックコミックスピリッツ」 2001年第35号〜第48号                                                   |
| 第7巻  | 最終章       | 70   | ラブ・ソング(11)            | 「週刊ビックコミックスピリッツ」 2001年第35号〜第48号                                                   |
| 第7巻  | 最終章       | 71   | ラブ・ソング(12)            | 「週刊ビックコミックスピリッツ」 2001年第35号〜第48号                                                   |
| 第7巻  | 最終章       | 72   | ラブ・ソング (Last episode) | 「週刊ビックコミックスピリッツ」 2001年第35号〜第48号                                                   |

| サブタイトル                                                                                      | 掲載                                      |
| ------------------------------------------------------------------------------------------------- | ----------------------------------------- |
| わたしたちは散歩する                                                                              | まんがくらぶ（竹書房） 2002年2月号        |
| 世界の果てには君と二人で。 あの光が消えるまでに願いを。 せめて僕らが生き延びるために。 この星で。 | 月刊サンデーGX 2001年8月号                |
| LOVE STORY, KILLED.                                                                               | 週刊ビッグコミックスピリッツ 2002年第33号 |
| スター★チャイルド                                                                                 | 週刊ビッグコミックスピリッツ 2006年第9号  |

## アニメ

### テレビアニメ
2002年7月3日から同年10月9日に、中部日本放送（現・CBCテレビ）・ファミリー劇場（7月2日から放送）で放送された（ファミリー劇場では放送開始にあたり「地球最初のオンエア」と銘打ってPRした）。全13話。その後テレビ神奈川（tvk）・毎日放送（MBSテレビ）「アニメシャワー」・RKB毎日放送・テレビ北海道（TVh）・東映チャンネルでも放送された他、ファミリー劇場では2003年に再放送が行われた。なお、tvk以外の関東の独立U局および東京放送（現・TBSテレビ）では放送されなかった。
CBC初の自社制作深夜アニメ。在名局の単独制作では名古屋テレビ制作の『六法やぶれクン』以来33年ぶりの自社製作深夜アニメでもある。

#### スタッフ
- 原作 - 高橋しん（小学館「ビッグスピリッツコミックス」刊）
- 監督 - 加瀬充子
- シリーズ構成・脚本 - 江良至
- キャラクターデザイン - 香川久
- メカニクスデザイン - 神戸洋行
- 方言指導 - 今野宏美
- 総作画監督 - 佐藤雅将
- 3DCGディレクター - 松浦裕暁
- 美術設定・美術監督 - 東潤一、小浜俊裕
- 色彩設計 - 鈴木依里
- 撮影監督 - 石黒晴嗣
- 編集 - 重村建吾、肥田文
- 音楽 - 見良津健雄（選曲 - 合田豊）
- 音楽プロデューサー - 安藤岳
- 音響監督 - 三好慶一郎
- プロデューサー - 高橋尚子、鶴崎りか、加藤直次、月野正志
- 協力プロデューサー - 山根博行、菱山照治
- アニメーション制作 - GONZO DIGIMATION
- 製作 - 東映ビデオ、東北新社、小学館、中部日本放送

#### 主題歌
オープニングテーマ「恋スル気持チ」
作詞・作曲・歌 - 谷戸由李亜／編曲 - 見良津健雄
エンディングテーマ「サヨナラ」
作詞・作曲・歌 - 谷戸由李亜／編曲 - 見良津健雄
劇中歌「夢見るために」
作詞 - 石川あゆ子／作曲・編曲 - 見良津健雄／歌 - 杉内光雅
挿入歌「体温」
作詞・作曲・歌 - 谷戸由李亜

#### 各話リスト
| 話数   | サブタイトル                     | 絵コンテ          | 演出       | 作画監督          |
| ------ | -------------------------------- | ----------------- | ---------- | ----------------- |
| 第1話  | 『ぼくたちは、恋していく』       | 加瀬充子          | 山田弘和   | 佐藤雅将          |
| 第2話  | 『私、成長してる・・』           | もりたけし        | 平池芳正   | 高木信一郎        |
| 第3話  | 『ふたりで』                     | 東海林真一        | 成田歳法   | 吉田隆彦          |
| 第4話  | 『ふゆみ先輩』                   | 別所誠人          | 三宅雄一郎 | 江上夏樹          |
| 第5話  | 『うそつき』                     | 成田歳法          | 山田弘和   | 香川久            |
| 第6話  | 『クラスメイト』                 | 広嶋秀樹          | 西山明樹彦 | 高木信一郎        |
| 第7話  | 『守りたいもの』                 | 平池芳正          | 平池芳正   | 吉田隆彦          |
| 第8話  | 『みんな変わっていく』           | 原口浩            | 原口浩     | 林千博            |
| 第9話  | 『アケミ』                       | 加瀬充子 月野正志 | 山田弘和   | 佐藤雅将 野崎真一 |
| 第10話 | 『⋯そして』                      | 森脇まこと        | 三宅雄一郎 | 江上夏樹          |
| 第11話 | 『2人だけの刻』                  | 山田弘和 唐戸光博 | 紅優       | 高木信一郎        |
| 第12話 | 『ラブ・ソング』                 | 神戸洋行          | 神戸洋行   | 吉田隆彦 米本亨   |
| 最終話 | 『そして、ぼくたちは恋していく』 | 加瀬充子          | 山田弘和   | 佐藤雅将          |

#### 放送局
| 放送対象地域 | 放送局              | 放送期間               | 放送日時           | 系列    | 備考           |
| ------------ | ------------------- | ---------------------- | ------------------ | ------- | -------------- |
| 日本全域     | ファミリー劇場      | 2002年7月2日 - 9月24日 | 火曜 19:00 - 19:30 | CS放送  | [ 10 ]         |
| 中京広域圏   | 中部日本放送（CBC） | 2002年7月3日 - 10月2日 | 木曜1:55 - 2:25    | TBS系列 | 製作委員会参加 |

| 中部日本放送 木曜1:55 - 2:25枠（水曜深夜） | 中部日本放送 木曜1:55 - 2:25枠（水曜深夜） | 中部日本放送 木曜1:55 - 2:25枠（水曜深夜） |
| 前番組                                     | 番組名                                     | 次番組                                     |
| ------------------------------------------ | ------------------------------------------ | ------------------------------------------ |
| ちょびっツ ※2:25 - 2:55枠へ繰り下げ        | 最終兵器彼女                               | GetBackers-奪還屋-                         |

### OVA
『最終兵器彼女 Another love song』のタイトルで、2005年に全2巻が発売された。

#### スタッフ（OVA）
- 原作 - 高橋しん（小学館「ビッグスピリッツコミックス」刊）
- 監督 - 加瀬充子
- 脚本 - 江良至
- キャラクターデザイン - 香川久
- メカニックデザイン・3D監修 - 川原智弘
- 3DCGディレクター - 松浦裕暁
- 美術設定 - 宮本崇
- 美術ボード - 菊地正典
- 色彩設計 - 井上英子
- 撮影監督 - 福士享
- 編集 - 重村建吾
- 音楽 - 吉川慶
- 音響監督 - 三好慶一郎
- プロデューサー - 高橋尚子、山田雅子、山根博行、勝野博之、月野正志
- アニメーション制作 - スタジオ・ファンタジア
- 製作 - 東映ビデオ、東北新社、小学館、中部日本放送

#### 主題歌（OVA）
エンディングテーマ「真夜中の虹 〜everlasting love〜」
作詞 - 田形美喜子／作曲 - 井上大輔／編曲 - 吉川慶／歌 - 麻倉あきら

#### 各話リスト（OVA）
| 話数      | 絵コンテ          | 演出   | 作画監督                                 | 発売日        |
| --------- | ----------------- | ------ | ---------------------------------------- | ------------- |
| MISSION:1 | 加瀬充子 月野正志 | 三笠修 | 佐藤陵 川原智弘（メカ） 香川久（総作監） | 2005年8月5日  |
| MISSION:2 | 加瀬充子 月野正志 | 三笠修 | 香川久 川原智弘（メカ）                  | 2005年9月21日 |

### 映像ソフト
2002年から2003年にかけてDVDおよびUMDが全5巻で発売され、2006年に廉価版のDVD-BOXが発売された。
2018年9月12日には、テレビアニメ版とOVA版をまとめ、廃盤CDを再編成して同梱したBD-BOX『最終兵器彼女 コンプリート Blu-ray』が初回生産限定で発売された。

## ゲーム
シュウジを主人公とした恋愛アドベンチャーゲーム。映像はTVアニメのデータをそのまま使用し、各キャラクターボイスもアニメ版と同様の声優陣を起用している。兵器になったちせをどう受け入れて接していくか、プレイヤーの選択によって分岐するマルチストーリー、マルチエンディング。選択次第では原作やTVアニメにはないゲームのみのストーリーが追加されている。オリジナルムービーの描き起こしはTVアニメと同様のスタッフが行っている。
アイテムの使用によってキャラクターの好感度が変わる。
限定版にはコトブキヤの制作したちせのフィギュアが同梱された。

## 実写映画
- 2006年1月28日、全国東映系公開。上映時間：121分。
- 2006年6月3日、DVD&VHS レンタル開始。

最初の空襲シーンの直前にショッピングしていた場所は、札幌ステラプレイス（JRタワー）（主な撮影場所・GLOCCA（5F））。空襲のシーンは2006年の札幌を撮影・CG化している（主な場所・4丁目プラザ前・札幌駅南口・テレビ塔・丸井今井周辺）。

### スタッフ（映画）
- 製作総指揮：高橋浩
- 企画：森下孝三、黒澤満、坂上順
- 企画協力：遠藤茂行
- 監督：須賀大観
- プロデューサー：北﨑広実、松井俊之、竹本克明、伊藤伴雄
- 脚本：清水友佳子
- 音楽：池頼広
- VFX監督：野口光一
- VFXプロデューサー：氷見武士
- 撮影：藤澤順一
- 美術：中澤克巳
- 照明：豊見山明長
- 録音：湯脇房雄
- 編集：阿部亙英
- 監督補：蔵方政俊
- 製作担当：丸山昌夫
- VE：さとうまなぶ
- B撮影：向後光徳
- VFXアートディレクター：木村俊幸
- CGディレクター：磯部晃一
- 制服デザイン：小篠ゆま
- タイトルデザイン：岡野登
- 装飾：平井浩一
- 記録：増田実子
- 音響効果：柴崎憲治
- キャスティングディレクター：長谷川才帆子
- 音楽プロデューサー：藤田昭彦
- 宣伝プロデューサー：杉田薫
- 配給：東映
- 制作：東映アニメーション、東映、東映ビデオ、スカパー・ウェルシンク、小学館、シリコンスタジオ、アミューズソフトエンタテインメント、博報堂DYメディアパートナーズ

### 楽曲（映画）
主題歌「すみか」
歌：メレンゲ（レーベル：ワーナーミュージック・ジャパン）
挿入歌「きみのうた」
歌：MAYUMI／作詞原案：高橋しん

### 映像ソフト（映画）
- メイキング・オブ「最終兵器彼女」（DVD1枚組、2006年1月20日発売、発売・販売元はアミューズソフトエンタテインメント）
  - 映画公開前に発売されたメイキングDVD。
  - 映像特典
    - スチール撮影風景
    - 特報
- 最終兵器彼女 通常版（DVD1枚組、2006年6月21日発売、発売元は小学館、東映ビデオ）
  - 映像特典
    - 初日舞台挨拶
    - CGメイキング
    - 特報・劇場予告編・TVスポット
    - データファイル
    - ポスターギャラリー
- 最終兵器彼女 アルティメットエディション（DVD2枚組、2006年1月21日発売・初回限定生産、発売元は小学館、東映ビデオ）
  - ディスク1：本編DVD（通常版と同様）
  - ディスク2：特典DVD
    - MAKING OF 最終兵器彼女 特典Ver.
    - 『メイキング・オブ「最終兵器彼女」』発売イベント
    - メレンゲ「すみか」ミュージックビデオ（最終兵器彼女Ver.）
    - VFX
    - アニマティクス
    - メイキング
    - TVスポット関東ローカル用
    - キャストロングインタビュー
    - 制服紹介
    - 画コンテ連動（マルチアングル / 本編、コンテコマ、コンテページ、ダブルコマ、台本）

  - 封入特典
    - 解説書
    - ステッカー

  - 特製アウターケース付きデジパック仕様（アウターケースの片面は原作者描き下ろし）